# Cotonnière de Gand

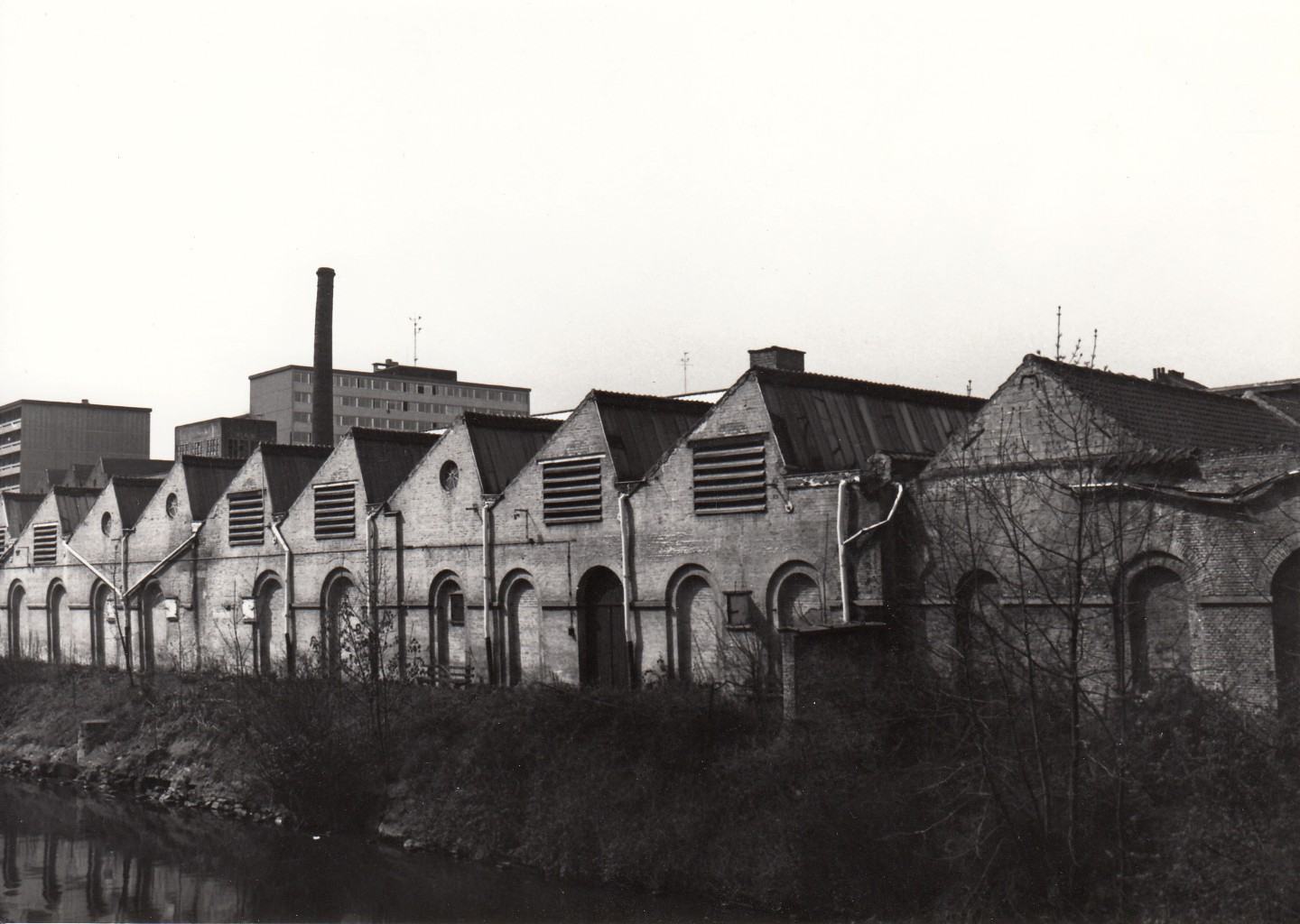
Cotonnière de Gand

De N.V. Cotonnière de Gand was een katoenspinnerij te Gent. Ze werd gesticht aan de Muinkbrugstraat 46, tegenwoordig Kantienberg 28. Het terrein ligt iets ten zuiden van de Sint-Pietersabdij.

## Geschiedenis
Het bedrijf werd in 1905 gesticht, maar reeds daarvoor vonden op dit terrein industriële activiteiten plaats, want in 1895 werd de zich hier bevindende voormalige katoenspinnerij en -weverij August Hooreman opgekocht. Samen met de vlasspinnerij Linière Saint-Pierre stonden deze bedrijven langs de Schelde. 
In 1919 ging dit bedrijf deel uitmaken van de Union Cotonnière. Later werd het, samen met enkele andere katoenbedrijven waaronder N.V. Cruyplants, onderdeel van UCO-Ter Platen. In 1969 sloot deze afdeling. De gebouwen van dit grote complex, dat vrijwel het gehele blok tussen Kantienberg, Schelde, Stalhof, Benedictijnenstraat en Voetweg innam, werden grotendeels gesloopt.
Tegenwoordig bevindt zich hier een campus van de Arteveldehogeschool.